# Romy Saalfeld
Romy Saalfeld, po mężu Topf (ur. 14 grudnia 1960 w Weißenfels) – niemiecka wioślarka reprezentująca NRD, złota medalistka olimpijska i wicemistrzyni świata.

## Kariera
Wystąpiła na igrzyskach olimpijskich w Moskwie w 1980, gdzie osada NRD w składzie: Ramona Kapheim, Silvia Fröhlich, Angelika Noack, Romy Saalfeld i Kirsten Wenzel (sterniczka) zdobyła złoty medal w czwórkach ze sternikiem. W finale o 1,48 sekundy wyprzedziły osadę Bułgarii i o 1,65 sekundy osadę ZSRR. Był to jej jedyny start olimpijski. Nie brała udziału w igrzyskach olimpijskich w Los Angeles w 1984, z uwagi na bojkot zawodów przez NRD.
Ponadto na mistrzostwach świata w Monachium (1981) Viola Kestler, Silvia Fröhlich, Marita Sandig, Romy Saalfeld i Kirsten Wenzel wywalczyły srebrny medal w tej samej konkurencji, przegrywając tylko z osadą ZSRR. 
W 1980 została odznaczona Orderem Zasługi dla Ojczyzny.